# Górna Jafa
Jafa Górna (arabski: يافع العليا Yāfiʿ al-ʿUlyā), oficjalnie: Państwo Górna Jafa (arabski: دولة يافع العليا Daulat Yāfiʿ al-ʿUlyā), pol. Jafi al-Ulja – historyczne arabskie państwo w obecnym Jemenie, o powierzchni ok. 1040 km ², ze stolicą w Mahdżaba (ang. Mahjaba).
Od ok. 1800 r. niezależny sułtanat rządzony przez rodzinę Al-Harhara.
Początkiem XX wieku został uzależniony przez Wielką Brytanię i w latach 1904-1963 wchodził w skład Protektoratu Adeńskiego (ang. Western Aden Protectorate).
W 1963 roku wszedł w skład Protektoratu Arabii Południowej (ang. Protectorate of South Arabia), a po utworzeniu w 1967 roku Ludowej Republiki Południowego Jemenu przestał istnieć.
Obecnie terytorium byłego sułtanatu wchodzi w skład muhafazy Lahidż (dystrykt Jafa).